# Chaussée de Watermael
La chaussée de Watermael est une rue bruxelloise située sur la commune d'Auderghem qui relie la chaussée de Wavre et l’avenue de la Houlette sur une longueur de 300 mètres.

## Historique et description
Sur la carte de Ferraris, cette voie débouchait de Watermael et rejoignait un autre chemin important à hauteur de la rue Roodenberg.
L’Atlas des Communications Vicinales (1843) le mentionne sous le n° 4, le Diepeweg. À l'époque, l’actuelle rue des Pêcheries en faisait donc partie. Sa section traversant Auderghem était longue d’environ 1 300 m.
On ne sait exactement quand la chaussée reçut son nom actuel. On suppose que cela s’est passé au moment où Auderghem est devenu autonome (1863) ou lorsque la ligne ferroviaire Bruxelles-Tervuren fut construite (1881), car dès lors, un petit pont passant au-dessous de la ligne de chemin de fer, à hauteur de l’actuelle avenue Louis Dehoux, facilitait l'accès à Watermael. A Watermael-Boitsfort, la voie portait aussi le nom de chaussée de Watermael, pour rejoindre l’actuelle chaussée de Boitsfort.
En 1910, Watermael-Boitsfort changea unilatéralement le nom du tronçon de la chaussée de Watermael qui faisait la limite avec Auderghem. Cette partie de la chaussée se mua ainsi en une rue : rue des Pêcheries. La double dénomination de part et d'autre de la voie créait la confusion. C'est pourquoi, en mai 1942, le collège échevinal d’Auderghem changea cette partie de la chaussée également rue des Pêcheries. 

### le quartier du Kalkoven
L’actuelle chaussée de Watermael commence aujourd’hui à la chaussée de Wavre, à l’endroit où un four à chaux était encore actif fin XVIIIe siècle, quelque chose de commun le long de la vallée de la Woluwe. La pierre calcaire y était transformée en chaux utilisée pour la fertilisation des terres. Il existe un magnifique dessin du four à chaux d’Auderghem, par Vitzthumb. Il est conservé au Cabinet des Estampes, à Bruxelles.
Le quartier reçut le nom de Kalkoven. Dans l’entre-guerre, on comptait entre la chaussée de Wavre et la rue de l'Application, sur à peine 150 m, cinq cafés, deux boulangeries, un marchand de charbon, un verdurier, un vitrier, un confiseur et la bouteillerie avec quai de chargement de la brasserie Vanderlinden. Ces activités artisanales ont aujourd’hui disparu.

### Le petit pont
Depuis 1881, le train à vapeur Bruxelles-Tervuren passa au-dessus de la chaussée de Watermael par un petit pont étroit, à peu près à l’endroit où elle finit aujourd’hui. 
Cinquante ans plus tard, la ligne fut la première en Belgique à être électrifiée. Les voyageurs purent encore l’emprunter jusqu’au 31 décembre 1958 et des trains de marchandises continuèrent d’y circuler jusqu’en 1970 environ. 
La circulation automobile devait toujours passer sous le pont étroit, ce qui n’autorisait qu’une circulation alternative et amenait beaucoup de désagréments. Afin de régler ce problème, un deuxième passage fut aménagé à côté du pont existant à la fin des années 1950.
Enfin, le petit pont disparut avec la construction de la E411. Il a été remplacé par un viaduc en béton à quelques mètres de là. L'ancienne voie de chemin de fer a été transformée en promenade verte. Jusqu'en 2008 l'aboutissement de cette promenade, la région a construit une nouvelle passerelle, au même endroit que le petit pont pour prolonger cette promenade pédestre et cycliste jusqu'à Beaulieu.

## Situation et accès
| ___ | Ce site est desservi par la station de métro : Demey. |